# Ganj Dundwara
Ganj Dundawara è una suddivisione dell'India, classificata come municipal board, di 41.245 abitanti, situata nel distretto di Etah, nello stato federato dell'Uttar Pradesh.